# Miss Marx
Pour plus de détails, voir Fiche technique et Distribution.
Miss Marx est un drama historique biographique italo-belge, réalisé par Susanna Nicchiarelli, sorti en 2020.

## Synopsis
Eleanor Marx, fille cadette du philosophe Karl Marx, est brillante et cultivée. Elle est en première ligne pour promouvoir le socialisme dans son Angleterre natale, participe aux luttes ouvrières, pour le droit des femmes et l'abolition du travail des enfants.
En 1883, elle fait la connaissance d'Edward Aveling et sa vie finit par être bouleversée par un amour passionné et tragique. Alors qu'il tente de s'endetter et de consommer l'héritage que Friedrich Engels a laissé à Eleanor, Edward ne se rend pas compte qu'il consomme également toute l'existence de sa dévouée compagne, qui, bien que consciente qu'elle subit la même « oppression morale » imposée par le patriarcat et condamnée par celui-ci, elle est incapable de racheter son propre bonheur et, en fin de compte, même pas sa propre vie. Dans la scène où Eleanor et Edward jouent le célèbre dialogue entre Nora et Helmer lors de la mise en scène d’Une maison de poupée d'Ibsen, les deux personnages semblent retracer à travers les mots de l'autre le destin injuste réservé à Eleanor, comme à bien d'autres : la destin d'une femme conditionné et limité tout au long de sa vie par les figures masculines qui lui sont les plus chères. En 1898, Eleanor perd toute énergie et, devenue dépendante à l'opium, se suicide.

## Fiche technique
Sauf indication contraire, les informations mentionnées dans cette section peuvent être confirmées par la base de données cinématographiques IMDb,  présente dans la section « Liens externes ».
- Titre original et français : Miss Marx
- Réalisation et scénario : Susanna Nicchiarelli
- Musique : Gatto Ciliega Contro il Grande Gatto
- Direction artistique : Marc'Antonio Brandolini
- Costumes : Massimo Cantini Parrini
- Photographie : Crystel Fournier
- Son : Franco Piscopo, Adriano Di Lorenzo
- Montage : Stefano Cravero
- Production :Gregorio Paonessa, Marta Donzelli
- Pays de production :  Italie -  Belgique
- Langue originale : anglais
- Format : couleur
- Genre : biographie
- Durée : 107 minutes
- Dates de sortie :
  - Italie : 5 septembre 2020 (Mostra de Venise 2020), 17 septembre 2020 (sortie nationale)
  - France : 4 mai 2022

## Distribution
- Romola Garai : Eleanor Marx dite Tussy
- Patrick Kennedy : Edward Aveling
- John Gordon Sinclair : Friedrich Engels
- Felicity Montagu : Helene Demuth
- Karina Fernandez : Olive Schreiner
- Emma Cunniffe : Laura Marx
- George Arrendell : Paul Lafargue
- Célestin Ryelandt : Johnny Longuet (surnom de Jean Longuet)
- Oliver Chris : Friedrich "Freddy" Demuth
- Alexandra Lewis : la seconde épouse d'Aveling
- Georgina Sadler : Gerty
- Miel van Hasselt : Wilhelm Liebknecht
- Philip Gröning : Karl Marx
- David Kirk Traylor : Bronco John
- Katie McGovern : camarade à l'orphelinat
- Marco Quaglia : William
- Barney White : Michael
- Christoph Hülsen : socialiste allemand
- Marco Fabbri : Charles Longuet
- Freddy Drabble : Havelock Ellis
- Denise McNee : Jenny von Westphalen
- Maria Vera Ratti : Jenny Marx-Longuet

## Accueil

### Critique
En France, le site Allociné recense une moyenne des critiques presse de 2,9/5.

## Distinctions

### Récompenses
- David di Donatello 2021 : 
  - Meilleur producteur
  - Meilleur musicien
  - Meilleurs costumes

### Sélection
- Mostra de Venise 2020 : sélection en compétition